# Minhag
Un minhag (en hébreu : מנהג, plur. minhaggim, מנהגים) est une coutume ou un ensemble de coutumes acceptés par une communauté dans le judaïsme ; le terme est parfois également utilisé pour désigner un noussa'h (נוסח, rite), qui fait référence à l'ensemble des traditions liturgiques d'une communauté.
Bien qu'un minhag ne s'appuie ni sur une prescription biblique ni sur une ordonnance rabbinique, mais sur l'adoption d'une coutume propre à une figure spirituelle importante, son importance peut facilement supplanter celles-ci. À titre d'exemple, se couvrir la tête est un minhag devenu si populaire que la kippa est considérée comme un signe distinctif du judaïsme, alors que le port de franges à ses vêtements, d'origine biblique, n'est observé que par les juifs parmi les plus pratiquants.
Ces coutumes et pratiques religieuses diffèrent en fonction de l'origine géographique des populations juives, ou du noussa'h. Les minhaggim englobent de nombreux aspects de la vie quotidienne : rites, statut personnel, liturgie, architecture de la synagogue.
L'ensemble des coutumes pratiquées dans le judaïsme se répartissent entre les deux grands groupes au sein du peuple juif : les Juifs ashkénazes et les Juifs séfarades.

## Origine du mot
La racine hébraïque N-H-G (נ-ה-ג) signifie à la base « conduire » ou, par extension, « se conduire ».
Le mot minhag lui-même apparaît deux fois dans la Bible hébraïque, dans le même verset:
La sentinelle en donna avis, et dit: Il est allé jusqu’à eux, et il ne revient pas. Et le train (minhag) est comme le train (minhag) de Jéhu, fils de Nimschi, car il conduit d’une manière insensée (2 Rois 9:20)
Homilétiquement, l'usage du mot minhag dans la loi juive reflète ses origines bibliques, « (façon de) conduire (un chariot) »". Alors que halakha (loi), du mot aller, signifie la voie réalisée pour le voyage, minhag (coutume), du mot conduire, signifie la manière dont les gens voyagent sur cette route.